# Юрай Файт
Юрай Файт (словац. Juraj Faith; нар. 14 березня 1976 у м. Кошиці, ЧССР) — словацький хокеїст, центральний нападник. 
Вихованець хокейної школи ХК «Кошиці». Виступав за ХК «Кошиці», ХК «Спішска Нова Вес», «Михайлівці», «Мюлуз», «Вельфе Фрайбург», ХК «Попрад», ХКм «Зволен», МХК «Мартін», «Жиліна», «Манчестер Фінікс», «Мішкольц» (Угорщина), «Нове Замки», «Ліптовський Мікулаш», «Гуменне».
У чемпіонаті Словаччини — 504 матчі (141+222), у чемпіонаті Німеччини — 55 (9+13).
У складі національної збірної Словаччини провів 3 матчі. У складі юніорської збірної Словаччини учасник чемпіонату Європи 1994 (група C).
Чемпіон Словаччини (2009).
Батько: Ян Файт.